# Whittlebury
Whittlebury – wieś w Anglii, w hrabstwie Northamptonshire, w dystrykcie (unitary authority) West Northamptonshire. Leży 18 km na południe od miasta Northampton i 88 km na północny zachód od Londynu. Miejscowość liczy 586 mieszkańców.